# Municipio de Liberty (condado de Itasca)
El municipio de Liberty (en inglés: Liberty Township) es un municipio ubicado en el condado de Itasca en el estado estadounidense de Minnesota. En el año 2010 tenía una población de 62 habitantes y una densidad poblacional de 0,33 personas por km².

## Geografía
El municipio de Liberty se encuentra ubicado en las coordenadas 47°45′10″N 93°49′38″O / 47.75278, -93.82722. Según la Oficina del Censo de los Estados Unidos, el municipio tiene una superficie total de 187.58 km², de la cual 183,58 km² corresponden a tierra firme y (2,13 %) 3,99 km² es agua.

## Demografía
Según el censo de 2010, había 62 personas residiendo en el municipio de Liberty. La densidad de población era de 0,33 hab./km². De los 62 habitantes, el municipio de Liberty estaba compuesto por el 100 % blancos. Del total de la población el 0 % eran hispanos o latinos de cualquier raza.